# Mt. Gox
Mt. Gox est une ancienne plateforme d'échange de bitcoins basée à Tokyo, qui a opéré de 2009 à sa faillite en février 2014. Initialement pensé comme un site d'échange de cartes Magic: The Gathering Online (en), et reconverti en plateforme d'échange de cryptomonnaies, le site est racheté par Mark Karpelès en mars 2011. Début 2014, le site émet jusqu'à 70 % des transactions en monnaie Bitcoin dans le monde, avant de s'effondrer en février 2014 à la suite du vol de milliers de bitcoins, représentant alors des millions de dollars d'avoirs de clients disparus.

## Histoire
Mt. Gox est créée en 2009 comme plateforme d'échange de cartes Magic: The Gathering Online (en) puis, en 2010, s'est reconvertie en plateforme d'échange de cryptomonnaies. Rachetée en 2011 par Mark Karpelès, Mt. Gox est pendant un moment, la plus importante plateforme d'échange de Bitcoins en volume et était au deuxième rang derrière BTC China en novembre 2013. 
Son effondrement brutal est survenu en février 2014, et serait dû à un piratage informatique. Les pirates auraient en effet réussi à détourner 744 408 Bitcoins correspondant à des transactions refusées à tort, sans que la manœuvre informatique soit détectée par une réconciliation quotidienne des opérations par Mt. Gox,.

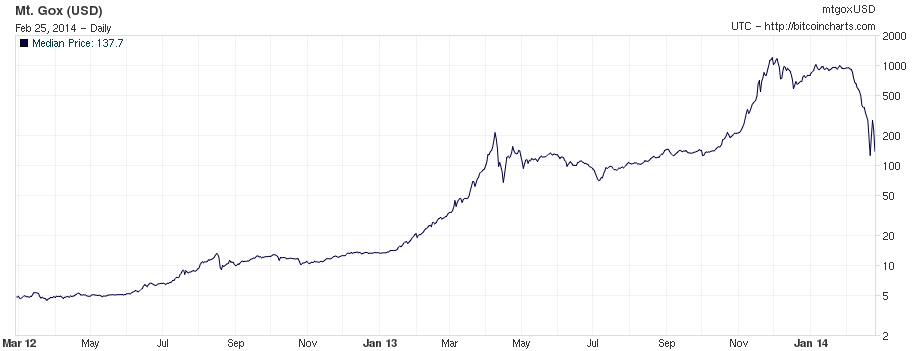
Valorisation du Bitcoin entre 2012 et début 2014

En parallèle, le cours de la monnaie Bitcoin chute avec la plate-forme. Alors que le cours est stabilisé autour de 1 000 $ en janvier 2014, il oscille autour de 200 $ quelques jours après la disparition de Mt. Gox.
Mt. Gox aurait retrouvé plusieurs centaines de milliers de Bitcoins après le piratage. C'est M. Kobayashi, l'avocat japonais chargé de la liquidation judiciaire, qui est responsable de ces cryptoactifs depuis.